# In Absentia
Pour l’article homonyme, voir In absentia (droit).
 (juin 2023).
Si vous disposez d'ouvrages ou d'articles de référence ou si vous connaissez des sites web de qualité traitant du thème abordé ici, merci de compléter l'article en donnant les références utiles à sa vérifiabilité et en les liant à la section « Notes et références ».
Albums de Porcupine Tree
Lightbulb Sun
(2000) Deadwing
(2005)
In Absentia est le septième album studio du groupe de rock progressif britannique Porcupine Tree. Sortie le 24 septembre 2002, il est le premier album du groupe avec Gavin Harrison à la batterie et le premier album avec le label Lava Records.

## Genèse
C'est pendant l'enregistrement de cet album que le groupe commence à utiliser un son plus metal. Direction que le groupe va garder pour les albums suivant.
L'influence metal vient de l'amitié entre Steven Wilson (le leader du groupe) et Mikael Akerfeldt, leader du groupe de death metal progressif Opeth. Les deux musiciens formeront même un groupe sous le nom de Storm Corrosion quelques années plus tard.
In Absentia est considéré comme un des sommets de la carrière du groupe, car il contient des morceaux comme Blackest Eyes, Trains ou The Sound of Muzak qui sont considérés comme des morceaux essentiels de Porcupine Tree.
L'album est assez éclectique musicalement, allant du metal (Wedding Nails, Blackest Eyes, The Creator Has a Mastertape) aux ballades (Trains, Collapse the Light Into Earth) en passant par le rock progressif (The Sound of Muzak, .3).
La pochette a été réalisée par Lasse Hoile.

## Liste des pistes
| 1.    | Blackest Eyes                 | 4:23 |
| 2.    | Trains                        | 5:56 |
| 3.    | Lips of Ashes                 | 4:39 |
| 4.    | The Sound of Muzak            | 4:59 |
| 5.    | Gravity Eyelids               | 7:56 |
| 6.    | Wedding Nails                 | 6:33 |
| 7.    | Prodigal                      | 5:32 |
| 8.    | .3                            | 5:25 |
| 9.    | The Creator Has a Mastertape  | 5:21 |
| 10.   | Heartattack in a Layby        | 4:15 |
| 11.   | Strip The Soul                | 7:21 |
| 12.   | Collapse the Light Into Earth | 5:52 |
| 68:14 |                               |      |

La version européenne contient un disque bonus avec les pistes suivantes :
| No | Titre                       | Durée |
| -- | --------------------------- | ----- |
| 1. | Drown With Me               | 5:21  |
| 2. | Chloroform                  | 7:14  |
| 3. | Strip the Soul (video edit) | 3:35  |

## Analyse
La chanson The Sound of Muzak, parle de la mort de la musique, c'est-à-dire de l'envahissement du marché et de la radio par de la musique simple et non-recherchée. Le terme muzak (une prononciation déformée du mot music et une antonomase du nom de la société Muzak qui fut pionnière dans ce domaine) est utilisée par les Britanniques pour parler de la musique pauvre au format radiophonique, structuré toujours de la même façon, avec un couplet, un refrain, un couplet, un refrain, un pont, un refrain et un refrain final. Le morceau, même s'il suit une structure similaire, est assez complexe puisqu'il est en 7/4, excepté pour les refrains, où le morceau passe en 4/4.
Blackest Eyes est un morceau qui alterne entre passages metal (riffs) et des passages pop (couplets et refrains).
Trains est une ballade entrecoupée de guitares metal.
The Creator Has a Mastertape est un morceau metal, proche du metal industriel de Nine Inch Nails.